# David Pérez-García
David Pérez García (ou David Pérez-García, né le 14 octobre 1977 à Guadalajara) est un mathématicien espagnol qui travaille en  information quantique théorique.

## Biographie
David Pérez García étudie les mathématiques à l'université complutense de Madrid (UCM) et obtient son doctorat en 2004 avec une thèse en 
analyse fonctionnelle, sous la direction de Fernando Bombal et Ignacio Villanueva avec un thèse intitulée  « Operadores multilineales absolutamente sumantes ». Il est chercheur postdoctoral à l'Université Rey Juan Carlos de Madrid et à l' Institut Max Planck d'optique quantique de Garching, où il travaille avec Ignacio Cirac notamment sur la théorie de l'information quantique. En 2006, il est titularisé en tant que chercheur Ramón y Cajal à l'UCM, où il devient professeur assistant  puis professeur d'analyse.

## Recherche
En 2015, David Pérez García a prouvé, avec Michael M. Wolf et Toby Cubitt, que la question de la détermination de l'écart spectral (écart énergétique de l'état fondamental au premier état excité) en théorie de l'information quantique est indécidable dans le cas général en dimension deux ou plus. Pour la preuve, ils utilisent un pavage apériodique. En 2020, lui et trois co-auteurs ont également prouvé le même résultat dans le cas unidimensionnel. Avec Michael M. Wolf et al., il a obtenu des résultats sur la invalidation des inégalités de Bell dans leur inclusion dans la théorie des espaces d'opérateurs.

## Prix et distinctions
En 2013, David Pérez García a reçu le prix RAC-Endesa de l'Académie espagnole des sciences pour jeunes mathématiciens. En 2014, il est titulaire de la chaire invitée John von Neumann au Centre de mathématiques de l'Université technique de Munich. En 2017, il a reçu le Premio Miguel Catalán pour les jeunes scientifiques exceptionnels de la Comunidad de Madrid et une bourse ERC Consolidator Grant. En 2019, il a reçu le Prix de la Fondation Banco Sabadell pour les Sciences et l'Ingénierie. Le 29 septembre 2021, il est devenu le premier mathématicien à recevoir la Médaille Ramón y Cajal de l' Académie royale des sciences exactes, physiques et naturelles (RAC), créée en 2016 et le 14 octobre de la même année, il est élu un membre de cette Académie. Il est conférencier invité au Congrès européen de mathématiques de 2024 à Séville.

## Publications (sélection)
- Toby Cubitt, David Perez-Garcia et Michael M. Wolf, « Undecidability of the Spectral Gap », Forum of Mathematics, Pi, vol. 10,‎ janvier 2022, e14 (ISSN 2050-5086, DOI 10.1017/fmp.2021.15, lire en ligne)

- Toby S. Cubitt, David Perez-Garcia et Michael M. Wolf, « Undecidability of the spectral gap », Nature, vol. 528, no 7581,‎ décembre 2015, p. 207–211 (DOI 10.1038/nature16059, lire en ligne)
- Johannes Bausch, Toby S. Cubitt, Angelo Lucia et David Perez-Garcia, « Undecidability of the Spectral Gap in One Dimension », Physical Review X, vol. 10, no 3,‎ 17 août 2020, article no 031038 (DOI 10.1103/PhysRevX.10.031038, arXiv 1810.01858, lire en ligne)
- Juan Ignacio Cirac, José Garre-Rubio et David Pérez-García, « Mathematical open problems in projected entangled pair states », Revista Matemática Complutense, vol. 32, no 3,‎ 1er septembre 2019, p. 579–599 (DOI 10.1007/s13163-019-00318-x, lire en ligne)

- M. Junge, C. Palazuelos, D. Pérez-García, I. Villanueva et M. M. Wolf, « Unbounded Violations of Bipartite Bell Inequalities via Operator Space Theory », Communications in Mathematical Physics, vol. 300, no 3,‎ 1er décembre 2010, p. 715–739 (DOI 10.1007/s00220-010-1125-5, lire en ligne)

- David Perez-Garcia, Frank Verstraete,, Michael M Wolf et J Ignacio Cirac, « Matrix product state representations », Quantum Inf. Comput., vol. 7, nos 5-6,‎ 2007, p. 401-430 (arXiv quant-ph/0608197)